# Sikkelwantsen

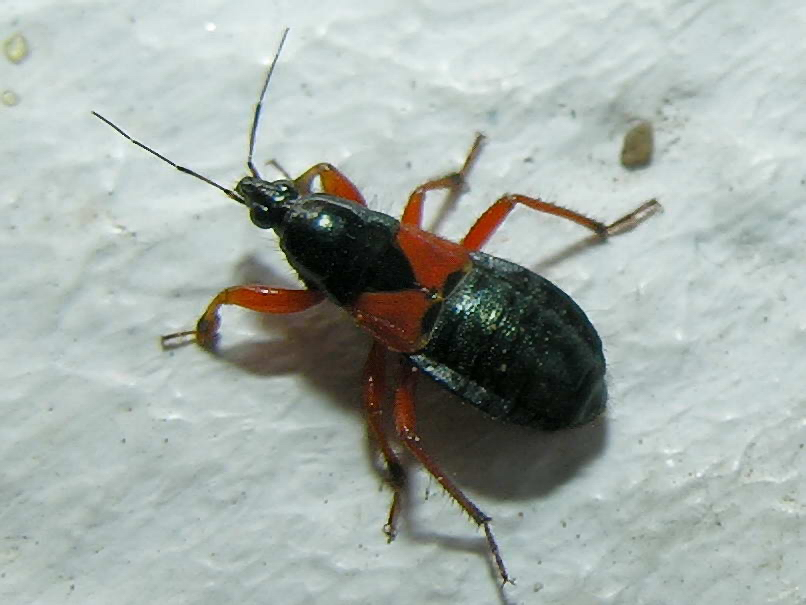
Protostemma cf. guttula, Rood-zwarte sikkelwants

De sikkelwantsen (Nabidae) zijn een familie van wantsen, die behoort tot de orde halfvleugeligen (Hemiptera). De familie sikkelwantsen omvat ongeveer 500 soorten in 21 geslachten wereldwijd. In Europa komen ongeveer 40 soorten voor. Het gemeenschappelijke lichaamskenmerk van alle sikkelwantsen is hun sikkelvormig gebogen zuigsnuit, ook wel (rostrum) genoemd. Met de zuigsnuit zuigen deze typische roofdieren andere insecten leeg.

## Uiterlijke kenmerken
Sikkelwantsen in Centraal-Europa zijn ongeveer 5,5 tot 11 millimeter lang. De meeste soorten zijn min of meer slank gebouwd, bij sommige soorten is het achterlijf opvallend vergroot. De vierledige steeksnuit (rostrum) is gebogen als een sikkel - vandaar de Nederlandstalige naam sikkelwantsen. De zuigsnuit is wat betreft anatomie vergelijkbaar met die van de driedelige, veel langere steeksnuit van de roofwantsen (Reduviidae). De vier- of vijfledige antennes zijn lang en dun, zo lang als of korter dan het lichaam. De meeste exemplaren zijn kortvleugelige; ze hebben wel vleugels maar deze zijn onderontwikkeld. Lang gevleugelde vormen zijn zeldzaam en komen vrijwel uitsluitend voor bij vrouwelijke exemplaren

## Verspreiding
Sikkelwantsen komen wereldwijd voor. Ze bewonen een verscheidenheid van habitats. Ze leven op het bodemoppervlak, in kruidlagen en in de top van bomen. Ze zijn te vinden in bossen en struiken evenals in open land zoals weiland.

## Leefwijze
Sikkelwantsen zijn zonder uitzondering roofdieren die jagen op kleine prooien. Zowel de jonge nimfen als de volwassen exemplaren zuigen andere ongewervelde dieren leeg. De meeste soorten zijn niet erg kieskeurig wat betreft hun prooi. Soorten uit de onderfamilie Prostemmatinae echter zijn gespecialiseerd in bepaalde soorten prooidieren. De sikkelwantsen penetreren hun prooi met lange uitgestrekte rostrum. Sikkelwantsen grijpen hun prooi en houden hem vast met hun krachtige voorpoten. De Centraal-Europese soorten ontwikkelen slechts één generatie per jaar. De sikkelwantsen overwinteren in het ei of in het volwassen stadium. De eieren worden door de vrouwtjes met behulp van hun legboor in plantenweefsel afgezet, meestal in de holle stengels van grassen. Soorten die als imago overwinteren, zetten de eitjes af in het voorjaar. De wantsen die als eitje overwinteren zetten hun eitjes later in het jaar af.

## Taxonomie
Er zijn twee onderfamilies:
- De onderfamilie Nabinae met daarin veel slanke meestal geel-bruine soorten.
- De onderfamilie Prostemmatinae. Vooral stevig gebouwde wantsen met overwegend zwart-rode, soms zwart-gele waarschuwingskleuren.

Onderfamilies met de soorten, die in Nederland voorkomen.
- Onderfamilie Nabinae
  - Himacerus apterus, boomsikkelwants
  - Himacerus boops, oogsikkelwants
  - Himacerus major, grijze sikkelwants
  - Himacerus mirmicoides, miersikkelwants
  - Nabis brevis, korte sikkelwants
  - Nabis ericetorum, heidesikkelwants
  - Nabis ferus, veldsikkelwants
  - Nabis flavomarginatus, brede sikkelwants
  - Nabis limbatus, moerassikkelwants
  - Nabis lineatus, rietsikkelwants
  - Nabis pseudoferus, valse veldsikkelwants
  - Nabis rugosus, roodbruine sikkelwants
- Onderfamilie Prostemmatinae
  - Prostemma guttula, rood-zwarte sikkelwants